# Mangarin
Mangarín es un barrio rural de San José,  municipio filipino de primera categoría perteneciente a la provincia isleña de Mindoro Occidental en Mimaropa.
En mayo de 2010 contaba con una población 3.049 de almas.

## Geografía
El municipio de San José  se encuentra situado en  la parte suroccidental de la isla de Mindoro.
Su término linda al norte  con los municipios Calintaán y de Limlim (Rizal);   al sur  con el municipio de Magsaysay; al este   con  los municipios de Mansalay y de San Pedro de Bulalacao; y al oeste con el estrecho de Mindoro, donde se encuentran las islas de Manadi, Ambulog  e Ilín, todas pertenecientes a este municipio.
El barrio se encuentra en la ensenada de Mangarín, linda al norte con el barrio de Mabini, al sur y este con el barrio de Mapaya; y al oeste con la población de Labangán.
En la Bahía de Mangarín se encuentra el puerto de Caminawit y las islas de Manadi, Cabatyag y Blanca.

## Historia
En el siglo XIV comerciantes chinos se establecieron en  asentamiento, el  más antiguo de la isla de Mindoro.
Su nombre de este barrio deriva de la palabra "Mandarín". 
Los españoles se establecieron en el siglo XVIII.
En 1850 formaban la provincia de Mindoro y contaba con una población de 922 almas contribuyendo con 176 y ½ tributos, que hacen 1.705 reales de plata, equivalentes á 4,412 ½ reales de vellón:

"...pueblo con cura y gobernadorcillo, en la isla y provincia  de Mindoro, diócesis de Manila; SITUADO en los 124° 40' 20" longitud, 12° 20' 50" latitud, en terreno llano, á la orilla de la ensenada á que da nombre, junto á la boca de un rio, su CLIMA es cálido. Tiene unas 155 casas, inclusas las de sus visitas, y además la casa de comunidad y la parroquial, que es la mejor del pueblo; en la primera se halla la cárcel. La iglesia parroquial es de buena fábrica, y está servida por un cura regular..."

"...Confina el TÉRMINO  por Norte con el de Irirum, cuyo pueblo está á 2 ½ leguas; por SUR y OESTE con el mar, y por ESTE con Bulacao á 5 ½ leguas..."
Felipe M. de Govantes.

El 13 de junio de 1950, la provincia de Mindoro se divide en dos porciones: Oriental y  Occidental.
La   provincia Occidental comprendía los siguientes ocho municipios: Abra de Ilog, Looc, Lubang, Mamburao, Paluán, Sablayán, San Jose y Santa Cruz.